# Iglesia del Espíritu Santo (Cáceres)
La iglesia del Espíritu Santo es un templo parroquial católico de origen medieval ubicado en la ciudad española de Cáceres. Pertenece al barrio de Espíritu Santo, al que da nombre, dentro del distrito Sur. Preside una zona ajardinada en el este del barrio conocida como "plaza del Espíritu Santo", en el cruce de la ronda de San Francisco con la calle La Roche-sur-Yon, y a su lado del evangelio se abre un gran espacio peatonal denominado "plaza Fernand Montlahuc".
Fue fundada en torno a los siglos XIII-XIV como una ermita, unos 2 km al sur de la entonces villa de Cáceres. Durante siglos perteneció a la parroquia de San Mateo. En 1949, la ermita fue declarada Bien de Interés Cultural como parte integrante del conjunto histórico de la ciudad. En 1958 fue elevada a estatus de parroquia por el obispo Manuel Llopis Ivorra, a fin de dar servicio religioso a los nuevos barrios que se estaban construyendo en la parte oriental del actual distrito Sur.

## Descripción
Es un edificio de mampostería y sillería formado por tres naves con tres tramos, más una cabecera ochavada. La nave se cubre con tejado a dos aguas, que originalmente estaba sostenido por una cubierta de madera; en la cabecera hay una bóveda de crucería, coronada en la clave con una paloma que representa al Espíritu Santo. La cubierta se sostiene mediante pilares octogonales, en los que descansan arcos ojivales en los tramos laterales y arcos de herradura en los centrales. La única entrada es una puerta adintelada ubicada en el lado de la epístola, dentro de un pórtico de cinco arcos ojivales con cubierta de madera. Corona el centro de la nave principal una pequeña espadaña de ladrillo.